# Thomas Cook Group

Inserat von Thomas Cook & Son (um 1900)

Begleitbrief von Thomas Cook & Son für Schlafwagenreisende (1924)

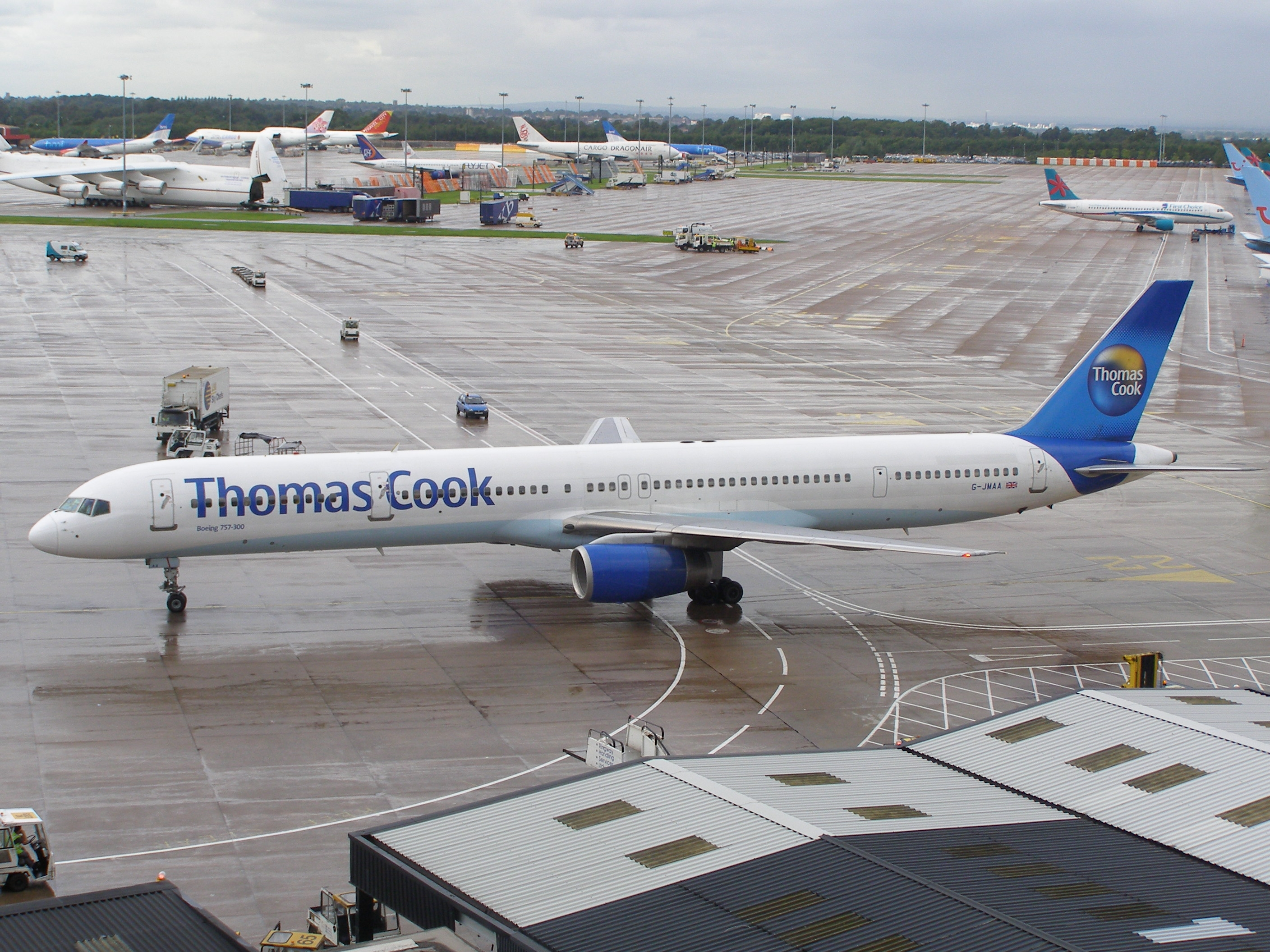
Boeing 757 der Thomas Cook Airlines

Logo von 1974 bis 1989

Logo von 1989 bis 2001

Logo von 2001 bis 2013

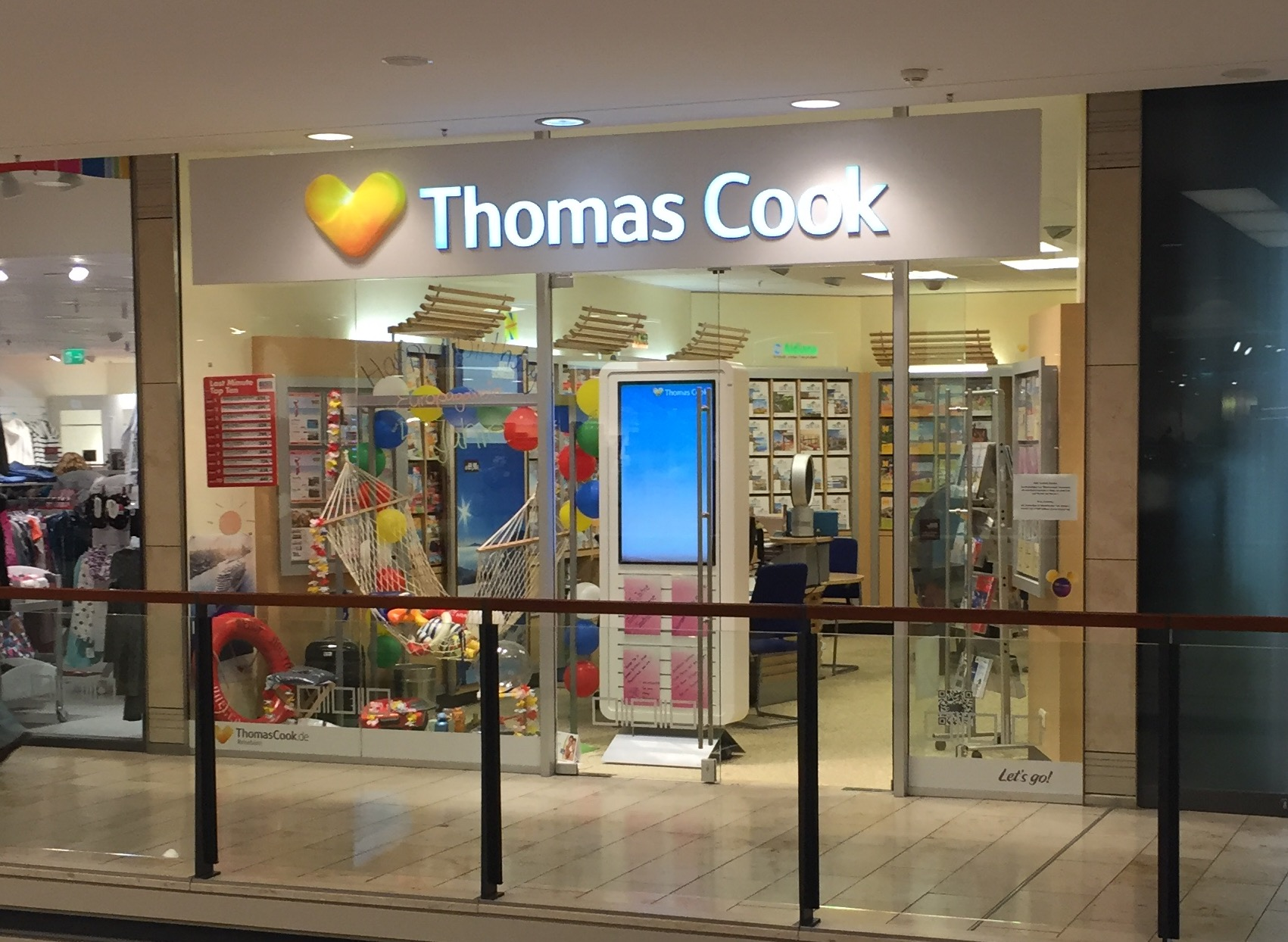
Thomas-Cook-Reisebüro

Die Thomas Cook Group plc war ein börsennotierter Tourismuskonzern mit Sitz in London. Er entstand 2007 durch den Zusammenschluss der Thomas Cook AG mit der MyTravel Group und wurde 2019 durch Liquidation aufgelöst. Zur Thomas Cook Group gehörten eigene Fluglinien, zu ihren im deutschsprachigen Raum tätigen Tochtergesellschaften zählten unter anderem Neckermann Reisen, Condor Flugdienst und die Bucher Reisen & Öger Tours GmbH.
In der Nacht vom 22. zum 23. September 2019 beantragte die Thomas Cook Group plc die Zwangsliquidation.
Die britische Luftfahrtbehörde Civil Aviation Authority (CAA) gab die Einstellung der Geschäfte und die Streichung aller Flüge bekannt und kündigte eine Rückholaktion für Urlauber an.

## Geschichte

### Firmengründung
Thomas Cook wurde am 22. November 1808 in Melbourne (South Derbyshire) geboren. Der Baptistenprediger und Verleger christlicher Schriften organisierte im Juli 1841 für 500 Reisende eine Zugfahrt von Leicester nach Loughborough zu einem Treffen der Abstinenzbewegung. Ziel der Reise war die Zusammenkunft von Mitgliedern verschiedener Mäßigkeitsvereine.
Thomas Cook organisierte 1845 die ersten Reisen nach Liverpool und 1855 die erste Europa-Rundreise für britische Touristen und begann damit die Ära des Pauschaltourismus. Die Tour führte über Brüssel, Köln, Heidelberg, Baden-Baden, Straßburg und Paris zurück über Le Havre oder Dieppe nach London. Sein Sohn John Mason Cook (* 1834) trat 1864 in das Geschäft seines Vaters ein und betreute 1866 die erste Amerika-Reise. 1868 führte Thomas Cook den Hotelvoucher ein, ein wichtiges Instrument der Pauschalreise.
1869 wurde die erste Thomas-Cook-Nilkreuzfahrt mit einem Dampfer angeboten. Weitere Reisen in diesem Jahr führten nach Palästina und zur Eröffnung des Sueskanals. In den kommenden Jahren gründete das Unternehmen eigene Reisebüros in Brüssel, Köln, Paris und Wien. Das Unternehmen Thomas Cook & Son wurde 1871 gegründet – John Mason Cook war offizieller Partner. Aufgrund der großen Nachfrage nach organisierten Schiffsreisen durch den Sueskanal nach Osten eröffnete Thomas Cook 1872 ein erstes Büro in Kairo. Die erste Weltreise, bei der 40.000 Kilometer zurückgelegt werden, begann am 26. September 1872 in Liverpool und dauerte 222 Tage.
Thomas Cook erfand 1874 ein weiteres wichtiges Element für den Tourismus. In New York wurde Thomas Cooks Reisekreditbrief, ein Vorläufer des modernen Reiseschecks, eingeführt. John Mason Cook setzte auf Internationalisierung des Familienunternehmens: Er vertrieb ab 1879 Ausgaben des The Excursionist – eine Art Angebotszeitung, die 1851 von seinem Vater gegründet worden war – auch in Übersee. So informierte er Kunden in Frankreich, Deutschland, Indien, Australien, Asien, Amerika und dem Mittleren Osten über seine Angebote. Thomas Cook zog sich im selben Jahr aus dem Geschäft zurück. Sein Sohn wurde alleiniger geschäftsführender Gesellschafter des Unternehmens. Im britischen Feldzug zur Rettung Charles George Gordons aus dem Sudan (Gordon Relief Expedition) 1884/85 lieh die britische Armee Dampfschiffe von Thomas Cook, um ihre Truppen nach Khartum zu bringen.
Thomas Cook starb am 18. Juli 1892 im Alter von 83 Jahren, bereits 1899 starb auch sein Sohn John Mason Cook mit 65 Jahren. Nach seinem Tod übernahmen dessen Söhne Frank Henry, Ernest Edward und Thomas Albert das Unternehmen bis zu dessen Verkauf 1928.
Siehe auch: Thomas Cook & Son

### Weltmarktführer Thomas Cook & Son
Im Jahr 1900 wurde Thomas Cook & Son weltweit Marktführer in der Reisebranche. 1919 vertrieb das Unternehmen die ersten Flugtickets.
Frank Henry und Ernest Edward Cook verkauften das Unternehmen 1928 an die einzige internationale Konkurrenz: die Compagnie Internationale des Wagons-Lits et des Grands Express Européens mit Sitz in Paris und Brüssel.
Nach dem Zweiten Weltkrieg wurde Thomas Cook & Son 1948 Teil der nationalen Eisenbahn British Railways unter der British Transport Holding Company. Das Unternehmen kam 1972 durch ein Konsortium der Midland Bank, Trust House Forte und der Automobile Association wieder in Privatbesitz. 1977 wurde die Midland Bank alleiniger Eigentümer von Thomas Cook & Son. Thomas Cook erwarb 1990 den Devisenhandel der Deak International Inc. und wurde damit zum weltgrößten Devisenhändler.
1992 übernahmen die Westdeutsche Landesbank (WestLB) und die LTU gemeinsam Thomas Cook. Zwei Jahre später kaufte das Unternehmen die Firma Interpayment Services Ltd., die Travellers-Cheques-Tochter der Barclays Bank, und wurde zum weltgrößten Anbieter für Travelers Cheques außerhalb der USA. Der Firmenreisedienst wurde an American Express verkauft. 1995 kaufte die WestLB den 10-prozentigen LTU-Anteil an Thomas Cook und machte somit das Unternehmen zu ihrer 100-prozentigen Tochter.
1995 fand auch die Eröffnung der Thomas-Cook-Homepage im Internet statt. Thomas Cook war der erste britische Touristikkonzern, der Reisen, Travelers Cheques, Devisen, Reiseführer und Sitzplatzanfragen für Flüge im Internet anbot. 1996 erwarb Thomas Cook Sunworld, den fünftgrößten Kurzreisen-Anbieter in Großbritannien und Irland, und Time Off, den Spezialisten für europäische Städtereisen; Sunworld wiederum kaufte 1998 die Flying Colours Leisure Group inklusive der Flying-Colours-Fluggesellschaft und der Marken Sunset sowie Club 18-30. Der Bereich „Global Services“ wurde gegründet, mit dem das Unternehmen Touristen und Geschäftsreisenden umfassende Service-Pakete für Reisen in der ganzen Welt anbot. 1999 wurde die Dachmarke „JMC (John Mason Cook)“ gegründet. JMC umfasste die Marken Sunworld, Sunset, Flying Colours, Inspirations und Caledonian Airways und war von nun an die drittgrößte britische Reise- und Fluggesellschaft.
Die Preussag AG (damals eine Tochter der WestLB und Vorläufer der TUI) kaufte 1999 24,9 % der Thomas-Cook-Aktien; gleichzeitig fusionierten Thomas Cook und der britische Teil des Reisegeschäftes der Carlson Leisure Group zur Thomas Cook Holdings; als Folge der Fusion hielt Preussag einen Anteil von 50,1 %.
2001 wurde Thomas Cook Holdings von dem Konkurrenten C&N Touristic (heute Thomas Cook AG) übernommen, nachdem TUI den britischen Konkurrenten Thomson Travel unter der Bedingung des Verkaufs von Thomas Cook übernommen hatte.

### Neckermann Reisen
Josef Neckermann erweiterte die Angebotspalette seines Versandhauses Neckermann Versand 1962 um „Urlaubsreisen für Jedermann“. Für dieses Vorhaben bot er ab 1963 in Zusammenarbeit mit dem Schweizer Ferienunternehmen Hotelplan erstmals Flugreisen an. Der erste Prospekt, eine sechsseitige Broschüre, erschien als Beilage zum Versandhauskatalog. Um die Reisesparte weiter auszubauen, gründete er zwei Jahre später unter dem Namen Neckermann und Reisen GmbH & Co (NUR) ein Tochterunternehmen.
1976/77 übernahm Karstadt über eine Mehrheitsbeteiligung den angeschlagenen Neckermann-Konzern einschließlich des Bereichs Touristik mit NUR. In diese wiederum wurde kurz darauf das ebenfalls aufgekaufte Touristikunternehmen gut Reisen, das 1969 von den deutschen Gewerkschaften und der Bank für Gemeinwirtschaft (BfG) gegründet worden war, eingegliedert. Die NUR-Reisen wurden von diesem Zeitpunkt an auch über die Karstadt-Warenhäuser vertrieben. 1978/79 war NUR deutscher Marktführer für Fernreisen: Rund 21.000 Gäste reisten nach Fernost. In Belgien wurde im selben Jahr die Tochtergesellschaft „Neckermann Vliegreizen“ gegründet.
1981 übernahm Karstadt NUR ganz. 1982/83 wurde zur Schaffung einer neuen Corporate Identity aus Neckermann und Reisen die neue Dachmarke NUR Touristic. NUR Touristic begann ein Mehrmarken-Konzept. Im Winter 1983/84 gab die neue Marke „Terramar“ ihren ersten Katalog heraus. 1984/85 verkaufte NUR Touristic seine Auslandsbeteiligung „Neckermann Österreich“. 1986/87 beschloss NUR Touristic das beste Geschäftsjahr seiner bisherigen Unternehmensgeschichte: Die Gästezahl wuchs um 17,5 % auf über eine Million, der Umsatz betrug 1,43 Milliarden Mark. Im Jubiläumsjahr 1988/89 stellte NUR Touristic auf der ersten Neckermann-Pressekonferenz in der – noch bestehenden – Deutschen Demokratischen Republik den ersten Sonderkatalog „Für Reisebüros in der DDR“ vor. Schon im ersten Jahr der Wiedervereinigung 1990 eröffnete die NUR Touristic vierzehn eigene Reisebüros in den neuen Bundesländern. Im Oktober 1990 fand die Grundsteinlegung für die neue NUR-Hauptverwaltung in Oberursel im Taunus statt, die am 15. Mai 1992 eingeweiht wurde. NUR Touristic beteiligte sich 1991 wieder an Neckermann Österreich – von dem Schweizer Konzern Kuoni werden 49 % des Unternehmens erworben. Im selben Jahr erwarb man den deutschen Veranstalter Paneuropa Reisen und den größten belgischen Flugreisenveranstalter „Sunsnacks“.
NUR Touristic erwarb 1994 einen weiteren deutschen Reiseveranstalter, Bucher Reisen. NUR Touristic hatte 1995 die Zahl seiner Gäste weltweit auf 3,4 Millionen und den Umsatz auf 3,51 Milliarden DM gesteigert. NUR Touristic übernahm All Air, den belgischen Marktführer für Autoreisen und Wintersport, und wurde so größter Reiseveranstalter auf dem belgischen Markt. Holiday Land, die neue Franchise-Reisebüro-Marke der NUR Touristic wurde gegründet. Die Gästezahlen der NUR Touristic weltweit stiegen im Geschäftsjahr 1995 – bei einem Umsatz von 4,09 Milliarden DM – auf 3,95 Millionen.
1996 weitete NUR Touristic seine Geschäfte auf Osteuropa aus: „Neckermann Polska“ wurde gegründet. Am Ende des Geschäftsjahres 1996 verzeichnete NUR Touristic 4,89 Millionen beförderte Gäste und einen Umsatz von 4,85 Milliarden DM.

### Teil von C&N Touristic seit 1997
Lufthansa und Karstadt beschlossen 1997, ihre touristischen Aktivitäten künftig in einer gemeinsamen Holding zu bündeln. Hierzu gründeten die beiden Unternehmen zum 1. November die C&N Touristic AG durch die Zusammenführung der NUR Touristic und der Condor Flugdienst GmbH. Beide Gesellschafter hielten 50 % an dem Konzern. Die NUR Touristik gehörte zu 90 % der C&N Touristik und zu 10 % direkt der Karstadt AG, ebenso die Condor, die zu 90 % der C&N Touristik und zu 10 % direkt der Lufthansa gehörte. Die C&N Touristic deckte die Wertschöpfungsstufen Reiseveranstalter, Flug, Vertrieb, Hotels und Serviceagenturen ab und stand in direkter Konkurrenz zu TUI.
Stefan Pichler, bisher Vertriebsvorstand der Lufthansa, wurde im März 2000 als Sprecher in den Vorstand des Touristikkonzerns berufen. Weiteres Vorstandsmitglied war Willi Schoppen.
Im Juli 2000 übernahm der Konzern den touristischen Bereich des Reiseunternehmens Havas Voyages, Frankreich, vollständig und war damit der erste integrierte europäische Touristikkonzern mit Präsenz im französischen Markt. Der touristische Bereich von Havas Voyages war mit einem Marktanteil von über 20 % Marktführer in Frankreich. Am Ende des Geschäftsjahres 1999/2000 verreisten 10,9 Millionen Personen mit den Marken der C&N Touristic AG, der Umsatz betrug 9,7 Milliarden DM.
Im Jahr darauf übernahm die C&N Touristic AG das britische Reiseunternehmen Thomas Cook Holdings und wurde der zweitgrößte Touristikkonzern in Europa und die Nummer drei weltweit. Aus der C&N Touristic AG wurde Ende Juni 2001 durch Umfirmierung die Thomas Cook AG. Im Dezember 2001 wurde die Fluggesellschaft Thomas Cook Airlines Belgium als 100-prozentige Tochter der Thomas Cook AG gegründet. Im Geschäftsjahr 2000/2001 buchten 14,1 Millionen Gäste ihre Reise bei Marken der Thomas Cook AG. Der Konzern erwirtschaftete einen Umsatz von 7,9 Milliarden Euro.

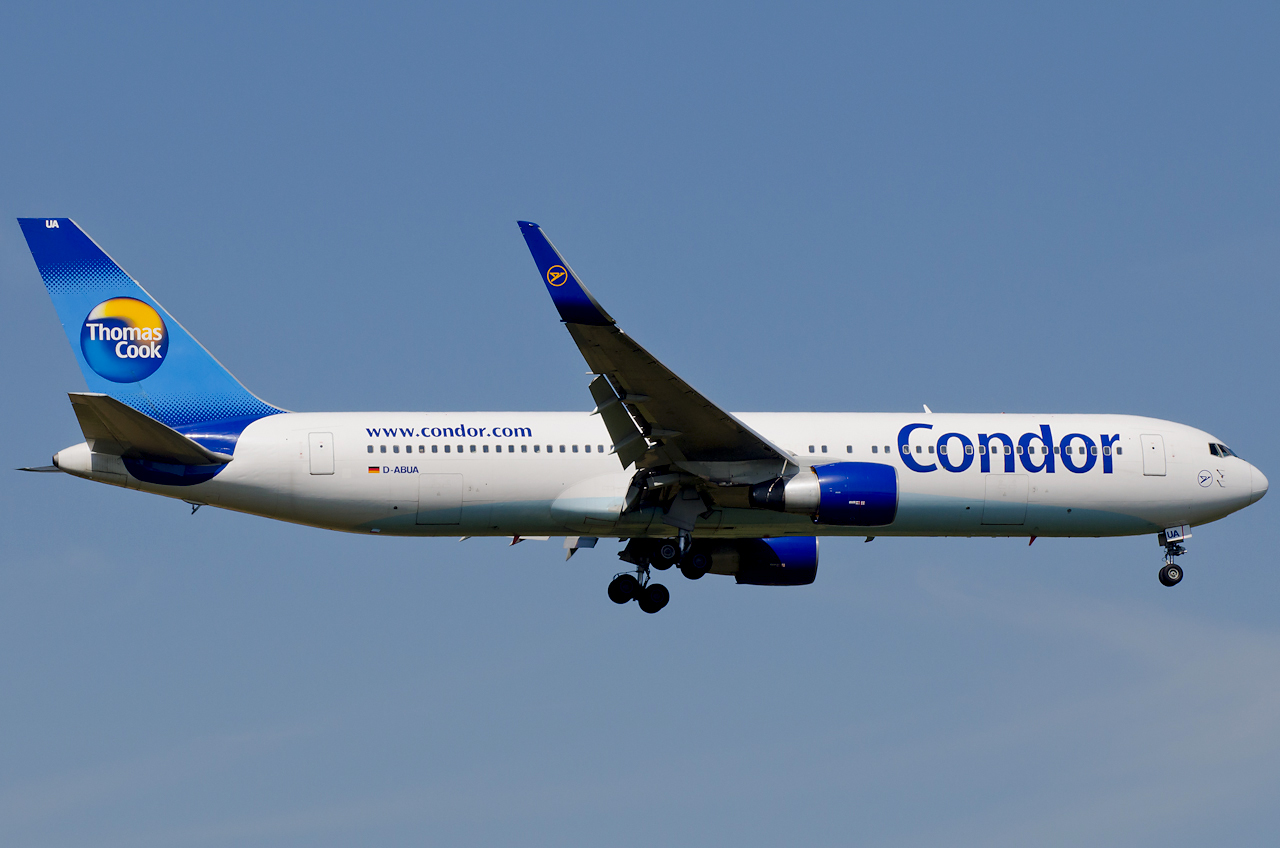
Condor-Flugzeug mit Thomas-Cook-Logo.

2002 wurde die Marke Thomas Cook – bisher als Unternehmensname sowie im Vertriebs- und Servicebereich genutzt – in allen Märkten und auf allen Ebenen der touristischen Wertschöpfungskette eingesetzt. Das bedeutete, dass Thomas Cook auch in Deutschland als Veranstalter eingeführt wurde und die Ferienfluggesellschaften mit einem neuen Design zum Imageträger wurden.
Die Hauptverwaltung der ehemaligen NUR Touristic GmbH in Oberursel war seither sowohl Sitz der deutschen Thomas Cook AG als auch des Reiseveranstalters TC Touristik, an dem Thomas Cook mit 90 % und KarstadtQuelle mit 10 % beteiligt waren.
Im September 2005 wurden 75,1 % der Geschäftsanteile an Aldiana an die spanische Unternehmensgruppe Grupo Santana Cazorla verkauft.
Im Dezember 2006 unterzeichneten die Lufthansa und KarstadtQuelle eine Absichtserklärung, wonach der Lufthansa-Konzern seinen 50-Prozent-Anteil an Thomas Cook an KarstadtQuelle zu einem Kaufpreis in Höhe von rund 800 Millionen Euro übereignen würde. Zugleich wurde vereinbart, dass der Kapitalanteil des Lufthansa-Konzerns an Condor von 10 auf 24,9 Prozent aufgestockt werde und der Lufthansa-Konzern zudem die Anteile der Condor an der türkischen Charterfluggesellschaft Sun Express erhalte.
KarstadtQuelle konnte nach Ablauf von zwei Jahren nach Abschluss des Kaufvertrags den 24,9 %-Anteil des Lufthansa-Konzerns an Condor übernehmen (Call-Option). Im Gegenzug hatte der Lufthansa-Konzern eine Put-Option auf den Kapitalanteil von KarstadtQuelle (75,1 %). Sollten beide Unternehmen ihre Optionen nicht nutzen, stand dem Lufthansa-Konzern ein Vorkaufsrecht auf die Thomas-Cook-Anteile an Condor zu.
Mit dieser Anteilsregelung sollten die Start- und Landerechte (Slots) von Condor auch außerhalb Europas insbesondere für den Lufthansa-Konzern gesichert und ein Aufkaufen durch ausländische Investoren zunächst vermieden werden. Die Übernahme fand im Februar 2007 offiziell statt. Im März 2007 trennte sich Thomas Cook von seiner thailändischen Tochter „Thomas Cook Thailand“.

### Fusion mit MyTravel
Im Februar 2007 gab KarstadtQuelle bekannt, dass der britische Reiseveranstalter MyTravel Group übernommen und in den Tourismuskonzern Thomas Cook integriert wird. Thomas Cook plc sollte seinen Unternehmenssitz in London haben und an der London Stock Exchange (LSE) gelistet werden. Dabei sollten 52 % von KarstadtQuelle und 48 % von der MyTravel Group gehalten werden. Da durch die Übernahme der MyTravel Group die Touristik-Sparte der größte Geschäftsbereich von KarstadtQuelle wurde, erfolgte gleichzeitig die Umbenennung der Holdinggesellschaft KarstadtQuelle in Arcandor.
Mitte März 2009 übernahm der neue Vorstandsvorsitzende von Arcandor, Karl-Gerhard Eick, auch den Aufsichtsratsvorsitz bei der Thomas Cook Group plc, er wurde im Zuge der Insolvenz von Arcandor im September 2009 von seinem bisherigen Stellvertreter Michael Beckett abgelöst. Vorstandsvorsitzender der Thomas Cook Group plc war Peter Fankhauser. Ab dem 3. März 2015 war er außerdem Vorsitzender des Aufsichtsrats der Thomas Cook AG in Deutschland.

### Entwicklung seit der Fusion
Im Frühjahr 2009 hatte Arcandor Kredite von ca. 1,5 Milliarden Euro aufgenommen, von denen Ende August 2009 noch 940 Mio. Euro offen standen. Ein Bankenkonsortium aus BayernLB, Commerzbank und Royal Bank of Scotland veräußerte ihre ca. 376 Millionen Aktien daher am 10. September 2009 an der London Stock Exchange. Die verpfändete Beteiligung von 43,9 % konnte für 240 Pence je Aktie für insgesamt 1,03 Milliarden Euro binnen weniger Stunden überwiegend an institutionelle Anleger verkauft werden.
Im Juli 2010 wurde bekannt, dass Thomas Cook den Türkei-Spezialisten Öger Tours für rund 30 Millionen Euro übernehmen werde. Öger Tours hatte im Jahr 2009 400.000 Passagiere befördert und einen Verlust von 7,3 Millionen Euro bei einem Umsatz von 256 Millionen Euro erzielt. Die Geschäftsbereiche ÖGER TÜRK TUR und Holiday Plan in der Türkei blieben im Besitz des Gründers und Unternehmers Vural Öger.
Im Juli 2011 wurde bekannt gegeben, dass die Thomas Cook Group die Mehrheit an Intourist im russischen Reisemarkt übernehmen würde. Intourist ist der älteste Reiseanbieter Russlands, 650.000 Menschen reisten im Jahre 2009 mit VAO Intourist. 2017 wurden Pläne bekannt, eine eigene russische Fluggesellschaft zu gründen.
Thomas Cook kaufte im August 2011 Tour Vital. Die beiden Unternehmen kooperierten bereits seit 2009 miteinander. Angeboten wurden Pauschalreisen mit ärztlicher Begleitung. Tour Vital wurde zum 1. Oktober 2018 von Thomas Cook wieder verkauft.
2013 gründete das Unternehmen ein sogenanntes Social Media Listening Lab. Ähnlich wie beim Dell Command Center überwachten speziell geschulte Mitarbeiter jeden Post, Tweet, Blogbeitrag und Bewertungen im Netz, die mit Thomas Cook zu tun hatten.

### Rettungsversuche und Insolvenz
Trotz insgesamt steigender Nachfrage nach Pauschalreisen konnte der Konzern bis 2019 nicht die seit der Fusion angehäuften Schulden, die sich bis März 2019 auf 1,9 Milliarden Pfund Sterling (GBP) beliefen, abbauen – gleichzeitig war er gezwungen, zum Halbjahresabschluss im März 2019 Halbjahresverluste von 1,5 Milliarden GBP zu erklären, was die Ratingagentur Standard & Poor’s veranlasste, die Bonität von Thomas Cook nur noch mit CCC+ zu bewerten.
In den Folgemonaten verlor der Konzern zunehmend an Vertrauen bei seinen Banken.
Ende August 2019 erklärte der Konzern, er verhandele ein Rettungspaket von 900 Millionen GBP mit dem chinesischen Fosun-Konzern, benötige aber auf Drängen der Hauptbanken weitere 200 Millionen GBP (227 Mio. Euro), um einen Bankrott abzuwenden.
Neben klassischen Aktien-Investoren gab es auch Anleihen-Investoren, u. a. die Hedgefonds TT International, Whitebox Advisors und Kite Lake Capital. Die begebenen Anleihen wurden durch einen Credit Default Swap (CDS) abgesichert, wodurch Investoren im Insolvenzfall die volle Versicherungssumme ausbezahlt bekommen. „Da der Rettungsplan eine Umwandlung der Cook-Anleihen in Aktien vorsah und somit die CDS-Verträge dann verfallen wären, sollen die Fonds eine Notrettung verhindert haben.“ Der Konzern scheiterte darin, das nötige Geld von den Investoren zu erhalten.
Am 23. September 2019 stellte Thomas Cook das Geschäft ein; zu diesem Zeitpunkt waren ca. 600.000 Personen via Flug von Thomas Cook verreist. Laut Angaben der britischen Behörden wurden alle Flüge gestrichen.
Am gleichen Tag gab Thomas Cook bekannt, mit sofortiger Wirkung ein Konkursverfahren einzuleiten.
Die britische Regierung ließ die größte Rückholaktion in Friedenszeiten unter dem Codenamen „Matterhorn“ anlaufen, um etwa 150.000 Urlauber zurück ins Vereinigte Königreich zu bringen. Außenminister Dominic Raab sicherte zu, dass niemand „gestrandet“ bleibe und Verkehrsminister Grant Shapps kündigte auf Twitter an: „Wir werden jeden nach Hause bringen.“ Britische Medien berichteten von Touristen, die zeitweise wegen ausstehender Zahlungsverpflichtungen in ihrem Hotel festgehalten worden seien.
Außerhalb Großbritanniens erklärten Tochtergesellschaften sukzessive Insolvenz:
- Am 25. September 2019 meldeten in Deutschland die Thomas Cook GmbH, die Thomas Cook Touristik GmbH und die Bucher Reisen & Öger Tours GmbH Insolvenz an.[34] Für weitere deutsche Thomas Cook-Gesellschaften wurden Insolvenzanträge geprüft. Die 2000 Mitarbeiter erhielten bis November 2019 Lohn und Gehalt durch das Insolvenzgeld. Es wurde der Antrag auf einen staatlichen Überbrückungskredit in Höhe von 375 Millionen Euro gestellt. Am 21. November 2019 wurde durch den Insolvenzverwalter bekannt gegeben, dass in der Kalenderwoche 48 der Betrieb von Neckermann Reisen, Air Marin und Thomas Cook Signature in Deutschland eingestellt werde.[35]
- Thomas Cook Austria AG, der drittgrößte Reiseveranstalter Österreichs, beantragte am 25. September beim Handelsgericht Wien Insolvenz. Eine Sanierung erschien unmöglich. Gemäß Kreditschutzverband AKV vom 26. September 2019 wurde „eine Unternehmensfortführung nicht angestrebt.“[36]
- Am 30. September wurde bekannt, dass die niederländische Tochter Insolvenz angemeldet hat.[37]
- In Frankreich erklärte Thomas Cook France am 1. Oktober Insolvenz; 780 Mitarbeiter waren hier betroffen.[38]
- Anfang Oktober beantragte auch die spanische Thomas Cook Airlines Balearics Insolvenz, von der rund 450 Mitarbeiter betroffen waren, der Geschäftsbetrieb wurde jedoch zunächst weitergeführt.[39]

Zudem hat der Zusammenbruch von Thomas Cook zu erheblichen Schwierigkeiten bei unzähligen Partnerunternehmen geführt; in der Presse wurde u. a. berichtet, dass beispielsweise in Spanien bis zu 500 Hotels in Schwierigkeiten kommen würden und schließen könnten.
Die skandinavischen Tochtergesellschaften, welche in der Ving-Gruppe gebündelt waren, wurden am 30. Oktober 2019 von einer Investorengruppe rund um den Norweger Petter Stordalen übernommen. Thomas Cook Airlines Scandinavia wurde daraufhin in Sunclass Airlines umbenannt.
Die deutsche Bundesregierung kündigte im Dezember 2019 an, für die Insolvenz Entschädigungen in Höhe von insgesamt 177 Millionen Euro zu zahlen. Hintergrund war, dass die Summe, gegen die sich Reiseveranstalter für den Insolvenzfall versichern mussten, gesetzlich auf 110 Millionen Euro begrenzt war, die tatsächlichen Entschädigungsansprüche der Urlauber diese Summe aber bei weitem überschritten und die Bundesregierung möglichen Klagen von Urlaubern zuvorkommen wollte.

### Zerschlagung von Thomas Cook Deutschland
Drei Monate lang wurde versucht, das komplette Unternehmen Thomas Cook Touristik GmbH, das von der Pleite des britischen Mutterkonzerns in den Abgrund gerissen wurde, durch einen Verkauf zu retten. Doch kein Investor war letztlich an dem Gesamtunternehmen interessiert, es fanden sich nur Käufer für einzelne Teile.
- Im November 2019 übernahm Galeria Karstadt Kaufhof 106 von insgesamt 125 Filial-Reisebüros sowie die E-Commerce Plattform „Golden Gate“.[45]
- Die ANEX Tour GmbH mit Sitz in Düsseldorf, ein Tochterunternehmen der niederländischen Holding NW International B.V. mit Sitz in Amsterdam, erwarb im November 2019 das Reiseveranstaltergeschäft der Bucher Reisen & Öger Tours GmbH.[46] Die Bucher Reisen & Öger Tours GmbH wurde am 10. Dezember 2019 aufgelöst.[47] Im Januar 2020 kaufte ANEX Tour die Markenrechte an Neckermann Reisen sowie „diverse Internet-Domains“.[48] Die Marken Öger Tours und Bucher Reisen starteten am 15. Januar 2020,[49] die Marke Neckermann Reisen am 5. April 2022 neu unter dem Dach der ANEX Tour GmbH.[50]

- Die RT/Raiffeisen Touristik Group GmbH mit Sitz in Altötting übernahm im November 2019 die Reisebüro-Franchise-Marke „Holiday Land“.[51] Im Oktober 2019 hatte die RT/Raiffeisen Touristik Group bereits alle Anteile des 2003 gegründeten Joint Venture Alpha Reisebüropartner GmbH übernommen.[52]
- Im Dezember 2019 übernahm DER Touristik die Hotel-Marke „Sentido“.[53]
- Im Januar 2020 übernahm ein Fonds, der von der Münchner Beteiligungsgesellschaft Dubag beraten wird, den Callcenter-Betreiber „Gesellschaft für Reisevertriebssysteme“ (GFR) mit rund 500 Beschäftigten.[54]
- Die Fluggesellschaft Condor wurde im Juli 2021 von einem Konsortium aus dem Finanzinvestor Attestor und der SG Luftfahrtgesellschaft, einer staatlichen Auffanggesellschaft übernommen.[55]

## Börse
Die Aktien der Thomas Cook Group plc wurden an der London Stock Exchange (LSE) gehandelt. Die Aktie hatte in den zwölf Monaten vor der Insolvenz 95 Prozent ihres Wertes verloren. Am letzten Handelstag vor der Insolvenz gab es ein Minus von 20 Prozent. Im Zuge der Insolvenz wurde die Aktie an der LSE vom Handel ausgesetzt. Es gab keinen Mehrheitseigner. Im Vorfeld eines möglichen Einstiegs im Spätsommer 2019 hatte der chinesische Fosun-Konzern einen Anteil von 18 Prozent erworben.